# Keven Frank
Keven Frank (* 18. Januar 1990 in Stuttgart) ist ein deutscher Eishockeyspieler, der seit 2013 bei Lippe-Hockey-Hamm in der Eishockey-Oberliga unter Vertrag steht.

## Karriere
Keven Frank begann seine Karriere als Eishockeyspieler in der Nachwuchsabteilung des SC Bietigheim-Bissingen, für den er unter anderem von 2005 bis 2007 in der Deutschen Nachwuchsliga aktiv war. In der Saison 2008/09 spielte der Verteidiger parallel zum Spielbetrieb mit Bietigheim-Bissingen in insgesamt 23 Spielen für den Stuttgarter EC in der viertklassigen Regionalliga. Nachdem er in der Saison 2009/10 zunächst für die U20-Junioren von Bietigheim-Bissingen in der Junioren-Bundesliga und für die zweite Mannschaft in der Regionalliga gespielt hatte, gab er in den Playoffs sein Debüt für die Profimannschaft des Klubs in der 2. Bundesliga. Dabei blieb er in sechs Spielen punkt- und straflos. 
In der Saison 2010/11 steigerte sich Frank auf 32 Einsätze für den SC Bietigheim-Bissingen in der 2. Bundesliga. Dabei blieb er punktlos und erhielt zwei Strafminuten.

## 2. Bundesliga-Statistik
(Stand: Ende der Saison 2010/11)